# FV 08 Hockenheim
Der FV 08 Hockenheim e. V. ist ein Fußballverein aus der nordbadischen Stadt Hockenheim.

## Verein
Der FV 08 Hockenheim hat rund 550 Mitglieder. Er ist ein reiner Fußballverein. Die Sportanlage Waldstadion mit zwei Rasenplätzen und einem Kunstrasentrainingsplatz sowie dem Vereinsheim befinden sich in der Waldstraße 3 in 68766 Hockenheim.

## Geschichte
Der FV 08 Hockenheim e. V. wurde 1908 als FV Badenia 08 Hockenheim gegründet, nach der Auflösung 1917 wieder am 19. Januar 1919 als FV Hockenheim neu gegründet und führt seit dem 11. Januar 1920 den noch heute gültigen Namen FV 08 Hockenheim e. V.
Die erfolgreichste Zeit des Vereines wurde in der Saison 1948/49 eingeläutet, als der FV 08 die Meisterschaft in der Bezirksklasse II errang und damit in der Runde 1949/50 in der Landesliga Nordbaden spielte, was zu dieser Zeit der Unterbau der Oberliga Süd darstellte. Ab der Runde 1950/51 startete die 2. Liga Süd, darunter die 1. Amateurliga Nordbaden und dann kam die 2. Amateurliga. Der FV 08 gehörte der 1. Amateurliga an. In der Saison 1952/53 errang Hockenheim dort die Vizemeisterschaft in der und spielte in der Gruppe 3 gegen SV Bergisch Gladbach 09, FSV Schifferstadt und den FC 08 Villingen um die deutsche Amateurmeisterschaft 1953. Die erstmals ausgetragene Badische Pokalmeisterschaft errang der FV 08 Hockenheim durch einen 2:0-Sieg über den FV Daxlanden am 6. Juli 1958 in Forst. Nach der Spielzeit 1959/60 stieg der FV 08 in die 2. Amateurliga ab, schaffte aber umgehend durch die Meisterschaft 1960/61 und die Spiele in der Aufstiegsrunde gemeinsam mit dem Meister aus Mittelbaden, den Amateuren des Karlsruher SC, die Rückkehr in die höchste Amateurklasse von Nordbaden. Am 27. Juli 1963 wurde der Verein mit einem 3:2-Sieg nach Verlängerung über den ASV Feudenheim zum zweiten Mal Badischer Pokalsieger. Der Pokalsiegerelf gehörten unter anderem der Mittelfeldspieler Ernst Tober und Mittelstürmer Franz Schäffner an. Am 18. Juni 1964 wurde der Pokal mit einem 1:0 (Torschütze: Schäffner), wiederum gegen den ASV Feudenheim, verteidigt.
In der Saison 1967/68 stieg Hockenheim zusammen mit dem FC 08 Birkenfeld aber wieder in die 2. Amateurliga ab. Erneut gelang 1969 die sofortige Rückkehr in das nordbadische Amateuroberhaus, aber jetzt ereilte Hockenheim bereits 1971 der erneute Abstieg. Als Vizemeister der Landesliga Staffel 2 qualifizierte sich der FV 08 1978 für die Verbandsliga Nordbaden, stieg aber 1981 erneut in die Landesliga ab.
Seit 2015 arbeitet der Verein kontinuierlich an der Verbesserung der Infrastruktur und Ausbildung der Trainer. Von 2017 bis 2020 wurden sämtliche Rasenplätze modernisiert und mit neuen Flutlichtanlagen verbessert. 2018 wurde ein neuer Kunstrasentrainingsplatz eingeweiht. Die Umbaumaßnahmen wurden u. a. von der Dietmar Hopp Stiftung unterstützt. Seit 2015 hat der FV 08 Hockenheim sechsmal in Folge das Goldene Kleeblatt des Badischen Fußballverbandes für hervorragende Vereinsarbeit verliehen bekommen.
Seit 2015 ist der FV 08 Hockenheim eine anerkannte Einsatzstelle des Landessportverbandes Baden-Württemberg für das Freiwillige Soziale Jahr und bietet jedes Jahr dort bis zu drei FSJ-Plätze an.

## Erfolge
- Badischer Pokalsieger: 1958, 1963, 1964

## Persönlichkeiten
- Georg Herbold
- Karl-Heinz Horn
- Herbert Lehn, (SV Waldhof; 26 Spiele/3 Tore in der OL Süd 1958–62)
- Franz Schäffner, (VfR Mannheim; Fußball-Regionalliga Süd 1967/68: 27 Tore und TSV 1860 München: 1968/69, 8 BL-Spiele)
- Michael Schüssler